# Lingua eteocretese
L'eteocretese (cioè "cretese vero", dall'unione delle parole greche antiche ἐτεός (eteós), vero, e κρής (crès) cretese) è una lingua senza alcuna relazione col greco e probabilmente discendente dall'antico Minoico, parlato a Creta fino all'inizio del primo millennio a.C..
La maggior parte dei documenti si trovano scritti utilizzando un sistema di grafia derivato dal sistema di scrittura eubeo, (che era la norma dopo il cosiddetto medioevo ellenico), sebbene le iscrizioni sillabiche in lineare continuassero successivamente, per qualche tempo fianco a fianco, nella forma di alcune iscrizioni religiose.
Il minoico, del resto, era parlato prima che la civiltà nell'isola cedesse il passo a quella dei micenei. Nonostante vari tentativi siano stati fatti per collegarlo ad altre lingue, il minoico viene a tutt'oggi considerato una lingua isolata, almeno fino a che non venga accertata una possibile connessione linguistica. Il minoico era scritto in lineare A, un sillabario largamente usato fino al 1420 a.C. per le iscrizioni religiose e i documenti amministrativi della civiltà minoica.

## Iscrizioni in eteocretese
Le iscrizioni in eteocretese sopravvissute risalgono ad un arco di tempo che va dal VII al III secolo a.C., tipicamente scritte nel locale alfabeto greco arcaico e in quello ionico.
Si conoscono almeno 5 iscrizioni in eteocretese. 2 provengono da Dreros e 3 da Praisos (nella prefettura di Lasithi). Ci sono inoltre molte altre iscrizioni che potrebbero essere eteocretesi.
Quelle di Dreros furono trovate a 3-4 metri di profondità in una grande cisterna di età ellenistica vicino al muro est del Delfinion, il tempio di Apollo Delfinio a Dreros. Sembra si trattasse di testi bilingui datati fine VII-inizio VI secolo a.C. Furono pubblicate da Henri van Effenterre nel 1937 e 1946. Le due iscrizioni furono conservate nel museo di Neapoli ma andarono perdute durante la seconda guerra mondiale con l'occupazione italo-tedesca dell'isola.
Quelle di Praisos, datate fine VII-inizio VI secolo a.C. la prima, probabilmente IV secolo a.C. la seconda ed infine III secolo a.C. l'ultima, si trovano al museo archeologico di Candia e furono pubblicate da Margherita Guarducci.

## Eteocretesi

Creta minoica

Gli eteocretesi sono menzionati nell'Odissea di Omero:
(Omero, Odissea, Libro XIX, Traduzione di Ippolito Pindemonte, versi 212-219.)
Strabone cita e spiega questo passaggio nel seguente modo:
Lo stesso Strabone riferisce diverse interpretazioni dell'etimologia di trichaikes, un hapax legomenon ("detto una sola volta", una parola che si presenta soltanto una volta nei documenti scritti): potrebbe significare "di triplice razza", in riferimento alle tre tribù doriche, o "dall'elmo con triplice cresta".

## Teorie riguardo alla decifrazione
Molto poco si sa dell'eteocretese, eccetto che potrebbe essere il discendente della lingua minoica delle tavolette in lineare A.